# Konkovo (métro de Moscou)
Konkovo (en russe : Конько́во et en anglais : Konkovo) est une station de la ligne Kaloujsko-Rijskaïa (ligne 6 orange) du métro de Moscou, située sur le territoire du raïon Konkovo dans le district administratif sud-ouest de Moscou.

## Situation sur le réseau
Établie en souterrain, à 8 mètres sous le niveau du sol, la station Konkovo est située au point 167+34 de la ligne Kaloujsko-Rijskaïa (ligne 6 orange), entre les stations Beliaïevo (en direction de Medvedkovo), et Tioply Stan (en direction de Novoïassenevskaïa).